# コロムビア吟詠音楽会
コロムビア吟詠音楽会（コロムビアぎんえいおんがくかい）は日本コロムビアの運営する吟詠家による会。
6代目会長は橋本征憲。
年に一度全国吟詠コンクールが行われ、優秀者が入会する。その他、オーディションなどにより入会することもできる。

## 日本コロムビア全国吟詠コンクール
課題吟をテーマとし、全国各地41か所で予選を競い、地区予選全部門を通して点数の高い順に数名が全国大会へ出場権を与えられる。12月に東京中野サンプラザにて行われる決選大会は、「全国名流吟詠大会」と同時開催される。2020年度開催が第56回。
年齢などで5部に分かれており、
- 1部 - 〜中学生まで
- 2部 - 16〜40歳
- 3部 - 41歳〜70歳
- 4部 - 71歳〜
- 5部 - 短歌・俳句・新体詩の部（年齢制限なし）

以前は年齢区分が異なっていた。2011年は下記の通り：
- 1部 - 〜中学生まで
- 2部 - 16〜35歳
- 3部 - 31歳〜65歳
- 4部 - 66歳〜
- 5部 - 短歌・俳句・新体詩の部（年齢制限なし）

同コンクールの課題吟のCD、および優秀者と日本コロムビア吟詠音楽会会員による模範吟のCD「吟詠の友」が、毎年発売されている。2020年7月発売「吟詠の友」が、2019年度55回日本コロムビア全国吟詠コンクール決選大会の優秀者らによるもので、36枚目。